# Wilchowe (obwód ługański)
Wilchowe (ukr. Вільхове) – osiedle na Ukrainie, w obwodzie ługańskim, w rejonie szczastyńskim, w hromadzie Stanica Ługańska. W 2001 liczyło 3114 mieszkańców, spośród których 192 wskazało jako ojczysty język ukraiński, 2917 rosyjski, 3 białoruski, 1 ormiański, a 1 inny.